# Saint-Nabord-sur-Aube
Saint-Nabord-sur-Aube ist eine französische Gemeinde mit 140 Einwohnern (Stand: 1. Januar 2022) im Département Aube in der Region Grand Est; sie gehört zum Arrondissement Troyes und zum Kanton Arcis-sur-Aube.

## Geografie
Saint-Nabord-sur-Aube liegt etwa 27 Kilometer nordnordöstlich von Troyes an der Aube, die die Gemeinde im Nordosten begrenzt. Umgeben wird Saint-Nabord-sur-Aube von den Nachbargemeinden Vinets im Norden und Nordosten, Vaupoisson im Süden und Osten, Mesnil-la-Comtesse im Süden, Saint-Remy-sous-Barbuise im Südwesten sowie Torcy-le-Petit im Westen.

## Bevölkerungsentwicklung
| Jahr                       | 1962 | 1968 | 1975 | 1982 | 1990 | 1999 | 2006 | 2011 | 2018 |
| Einwohner                  | 89   | 85   | 100  | 96   | 131  | 122  | 124  | 135  | 138  |
| Quellen: Cassini und INSEE |      |      |      |      |      |      |      |      |      |

## Sehenswürdigkeiten
- Kirche Saint-Nabord